# Uchin van de Centaur
Uchin van de Centaur (né le 14 mai 2004), rebaptisé Uchin Imperio Egipcio, est un cheval hongre de robe alezane, appartenant au stud-book du sBs, monté en saut d'obstacles par le cavalier français Kevin Staut, avant d'être vendu au Brésil pour Vitor Alves Teixeira, puis en Russie à Vladimir Tuganov.

## Histoire
Uchin van de Centaur naît le 14 mai 2004 à l'élevage de Jan Wielant, à Herfelingen en Belgique. 
Il démarre au plus haut niveau avec Kevin Staut, décrochant une 6e place dans le Grand prix du CSI2* de Nice, puis une 9e place au CSI3* de Vidauban au jeune âge de 8 ans. En septembre 2012, son propriétaire les écuries d'Écaussine le revend au haras do Imperio Egipcio pour le cavalier brésilien Victor Alves Teixeira. Il est ensuite vendu en Russie pour Vladimir Tuganov.

## Description

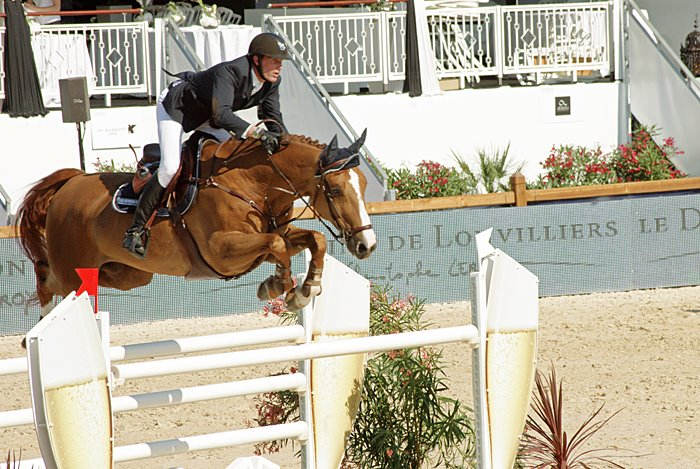
Uchin van de Centaur monté par Kevin Staut à Cannes en 2012.

Uchin van de Centaur est un hongre de robe alezane, inscrit au stud-book du sBs. 

## Origines
Uchin van de Centaur est un fils de l'étalon Chin-Chin et de la jument Ondeline du Coral, par Vondel van het Hendrixhof.

## Annexe
- [vidéo] « Disponible », sur YouTube